# Enrico Pazzi
Enrico Pazzi (20 de junio de 1818 - 27 de marzo de 1899) fue un escultor italiano, principalmente activo en Florencia, Italia.  Es conocido por su Monumento a Dante (1857-1865) en la Piazza Santa Croce, Florencia, y por el Monumento al Príncipe Mihailo en el centro de la ciudad capital de Serbia , Belgrado . 

## Biografía
En 1833, se inscribió en el Instituto de Bellas Artes de Ravenna, su lugar de nacimiento, bajo Ignazio Sarti . Fue despedido después de un arrebato enojado donde destruyó una de sus obras incompletas en la víspera de la exposición anual.  Con la ayuda del cardado legado de la ciudad, Luigi Amat, fue readmitido en la Academia.  Con un estipendio de la Academia, se mudó a Florencia y trabajó bajo la tutoría (1845-1851) de Giovanni Dupré. Enrico abrió un estudio en Via dei Maccheroni con un artista de Ravenna, Luigi Majoli . 

## Monumento a Dante

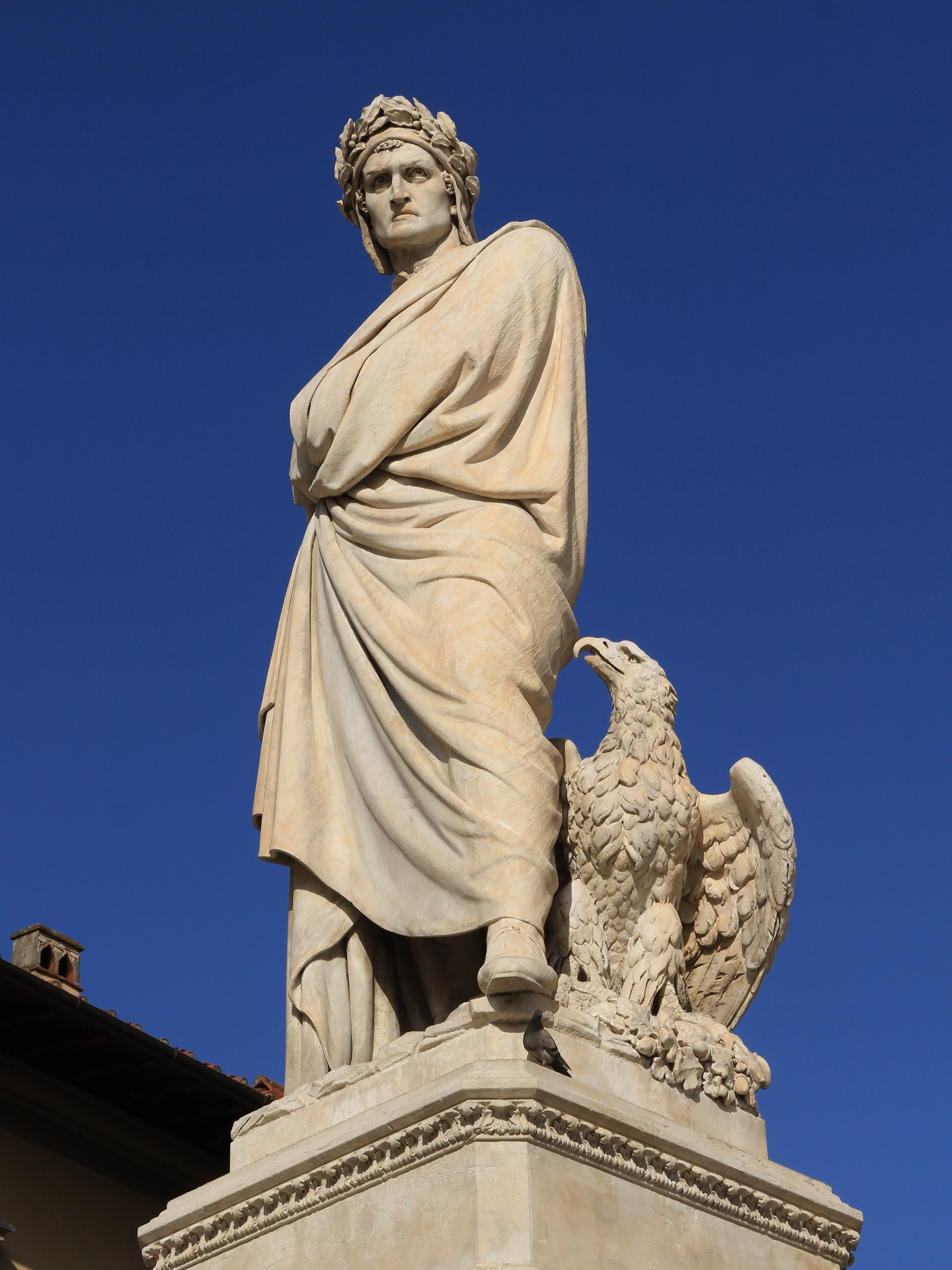
Monumento a Dante, Florencia

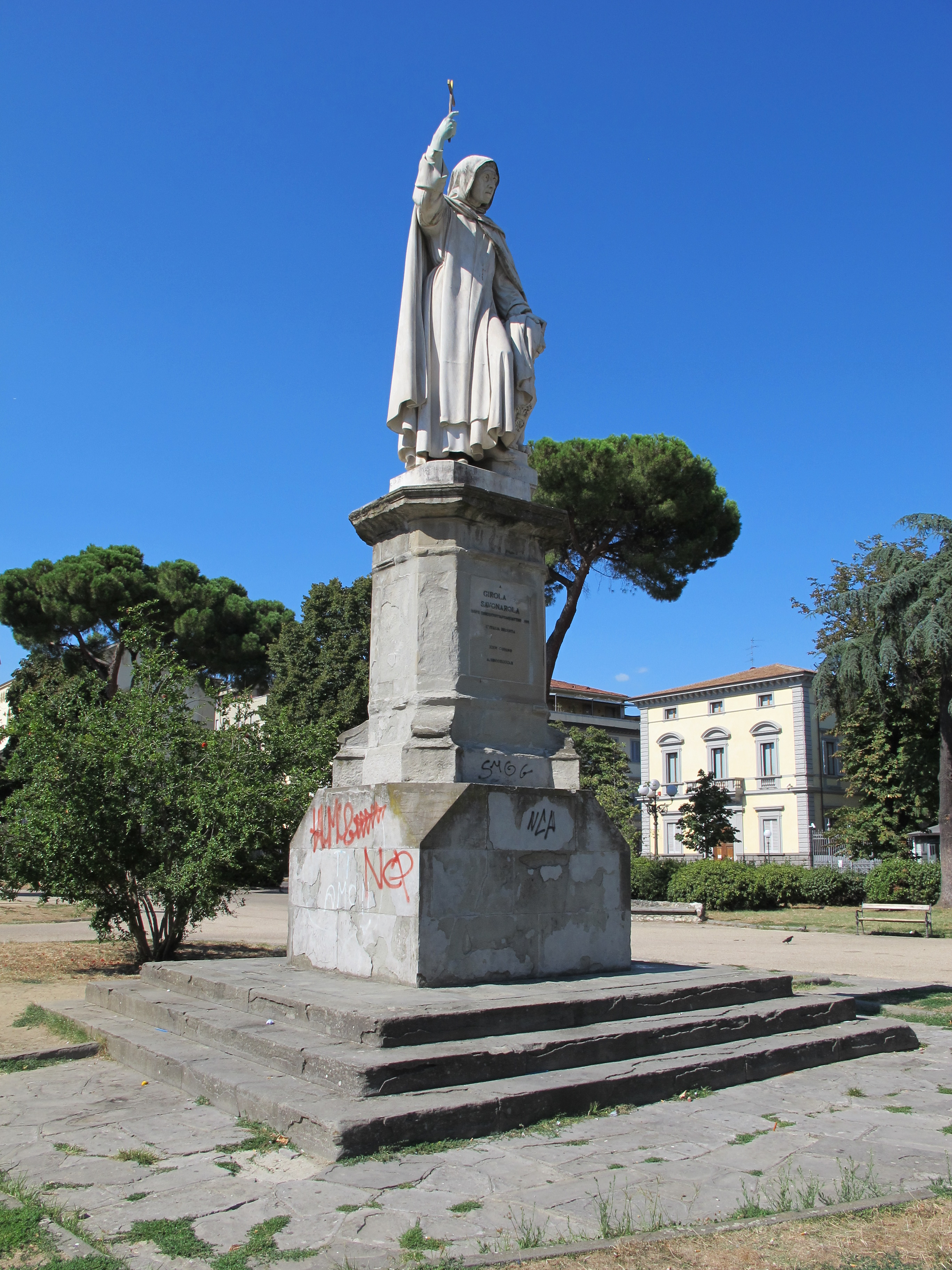
Monumento a Savonarola, Florencia

A principios de la década de 1850, se rechazó un proyecto para una estatua de Dante para una plaza en Ravenna.  Pazzi subsistió en pequeños proyectos privados para monumentos de tumbas y decoraciones de casas.  Completó para Dupré una comisión para un belén, destinado a la signora Bianchi de Siena, sin embargo, tuvo dificultades para que le pagaran.
En 1857-59, se hizo un movimiento para completar la estatua de Dante, pero ahora para Florencia.  El patriota Pazzi recuerda un desafortunado episodio cuando el Príncipe Leopoldo, Conde de Siracusa (hermano del Rey de Nápoles) visitó el estudio acompañado por el ministro del Interior del Gran Duque, Leopoldo II . El príncipe visitante preguntó por qué Dante estaba rodeado de bestias.  Pazzi indicó que los leones eran los marzocchi, un símbolo de Medici Florence.  Sin embargo, cuando se le preguntó por qué el águila no tenía doble cabeza, el símbolo de la dinastía de los Habsburgo, Pazzi respondió impertinentemente que se trataba de un águila romana, que surgió de las cenizas del imperio romano caído.  Con esto, el séquito se fue.  La estatua de Pazzi tardaría casi media década en levantarse en la plaza.
El Monumento de Pazzi a Savonarola también tendría una ruta tortuosa y controvertida para encontrar un hogar en Florencia. 